# Перископная винтовка

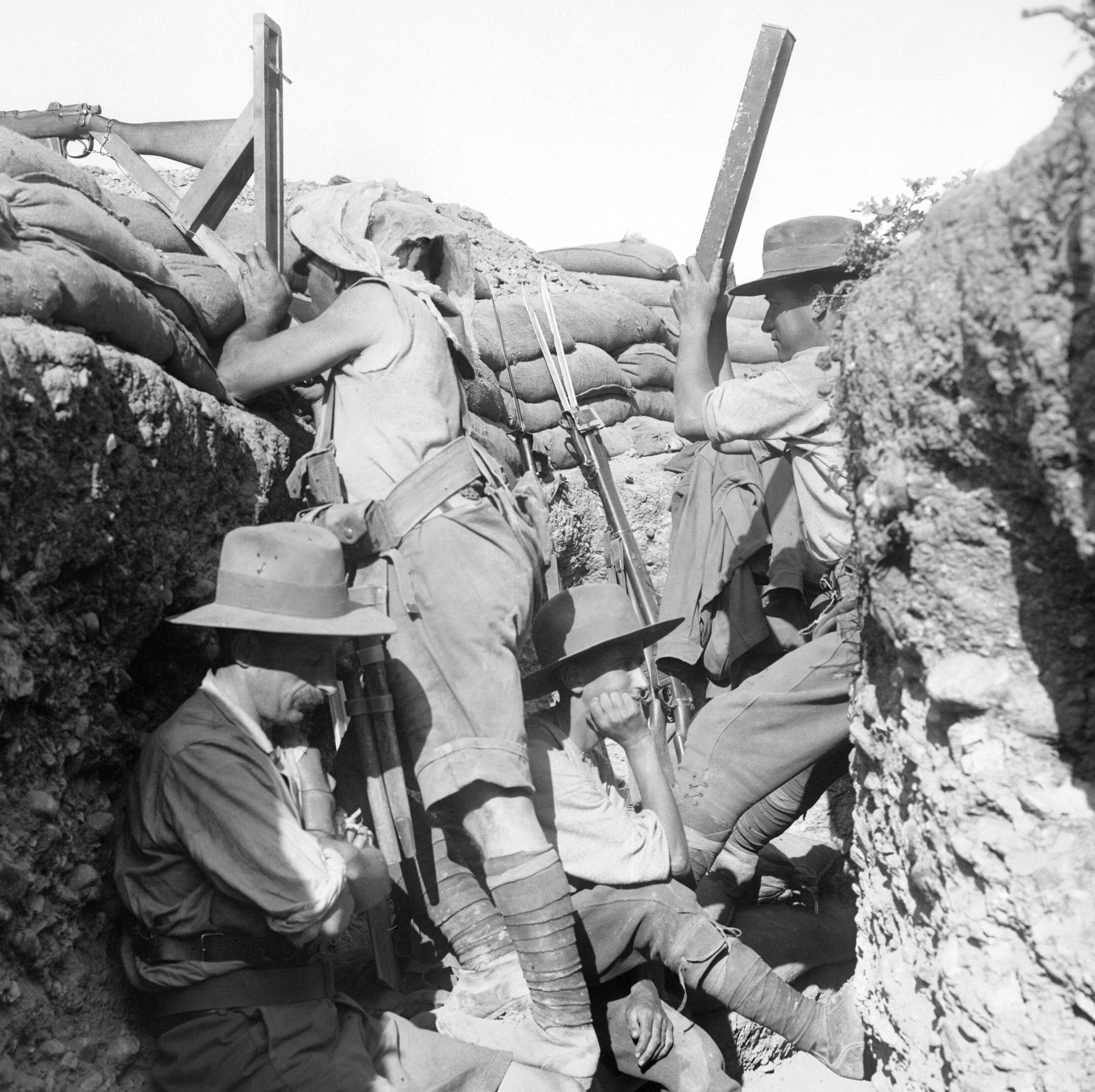
Австралийский солдат легкой кавалерии в окопе с винтовкой с перископом во время битвы при Галлиполи.

Перископная (перископическая) винтовка (англ. periscope rifle) — винтовка с прикреплённым перископом, из которой может вести огонь стрелок, полностью спрятавшийся в окопе.
Винтовки с перископом были изобретены во время Первой мировой войны. Неизвестно, гвардия или армия какого государства и страны применила их первой. В 1914 году они уже использовались. Подобные устройства также были созданы для стрельбы из пулемётов.

## В Британской армии

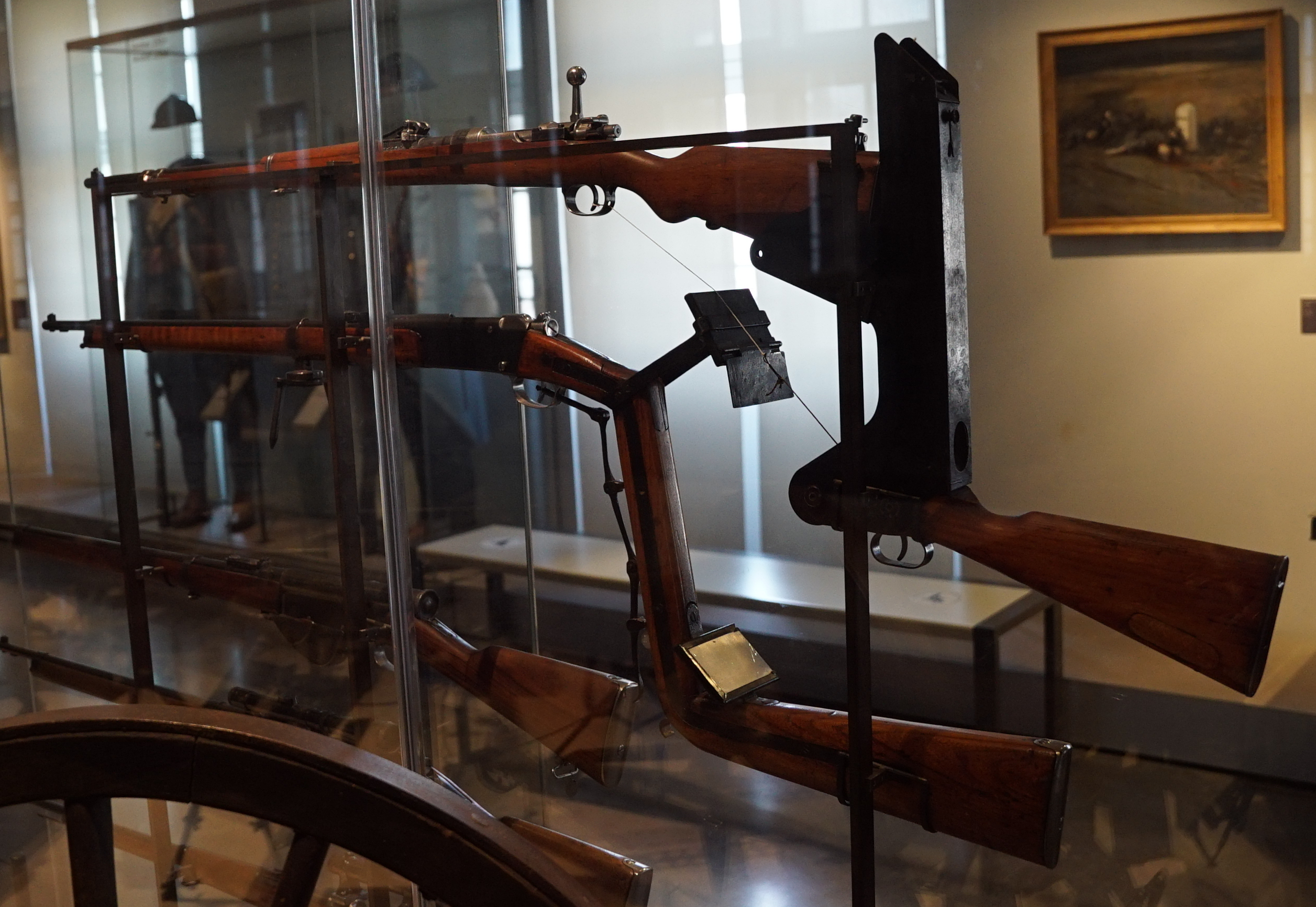
перископные винтовки в музее

Сержант Уильям Бич из 2-го батальона Австралийских имперских сил был одним из изобретателей перископной винтовки. Он изобрел винтовку в 1915 году в мае во время кампании Галлиполи. Устройство позволяло наводчику прицеливаться и вести огонь из окопа, оставаясь скрытым от огня противника. Уильям Бич, бывший до армии прорабом-строителем, переработал стандартную винтовку Lee-Enfield (калибр .303 British). К винтовке он прикрепил деревянную рамку с зеркальным перископом. чтобы при взгляде в зеркало внизу перископа можно было целиться. Верхнее зеркало перископа было закреплено так, что смотрело в прицел винтовки; это изображение отражалось в нижнем зеркале, в которое всматривался солдат. Стрельба производилась путем натягивания шнура, привязанного к спусковому крючку. Иногда винтовку с перископом использовали снайпер и наблюдатель, работая вместе.
Устройство Бича вскоре было скопировано солдатами из других частей австралийского и новозеландского армейского корпуса (АНЗАК). Они широко применялись в ожесточенной траншейной войне в Галлиполи, где в некоторых местах расстояние между окопами противника составляло всего 50 м. Винтовки с перископом были значительно менее точными, чем более распространённые винтовки Lee-Enfield. Испытания, проведенные во время съемок документального сериала «Боффин, Строитель, Бомбардир», показали, что прицельная дальность перископных винтовок составляла до 90 м.
Позже винтовки с перископом производились в Галлиполи в примитивных мастерских на пляже Анзак Коув.

## Другие винтовки времён Первой мировой войны

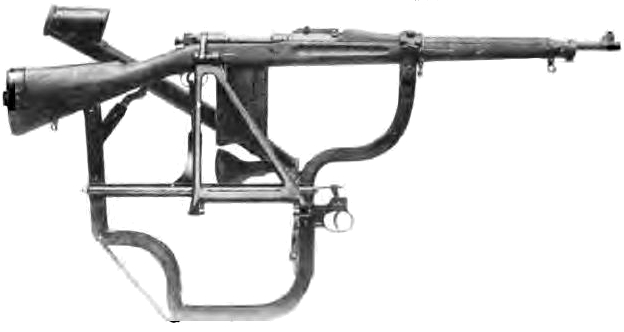
Перископная винтовка типа Элдера, модификация установленная на американской винтовке M1903 Springfield (1918 г.); Винтовка также оснащена магазином на 25 патронов.

Две модификации перископа английской винтовки Ли-Энфилда были запатентованы в сентябре 1915 года. Первая, созданная Дж. Э. Чендлером, могла стрелять до опустошения увеличенного магазина, прежде чем её надо было опускать в окоп для перезаряжания. Вторая винтовка Г. Джерарда был аналогичной конструкции. За нею последовала разработка EC Роберта Маркса в 1916 году и патенты от ME Reginald и SJ Young в 1918 году.
На Западном фронте винтовки с перископом использовались бельгийской, британской и французской армиями. Перископическая версия винтовки Мосина-Нагана (т. н. «приспособление Модраха») использовалась Русской Императорской Армией на Восточном фронте.
Ряд винтовок с перископом, в том числе «Элдер» и «Камерон-Ягги», были разработаны в Соединённых Штатах. Перископная винтовка Камерон-Ягги была изобретена в 1914 году, но разработка модели была прекращена после окончания войны в ноябре 1918 года. Она имела устройство для передергивания затвора винтовки. Прицельный перископ выполнял также функции оптического прицела с 4-кратным увеличением. Тем не менее было выпущено только 12 единиц таких винтовок.

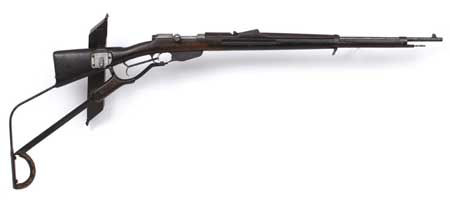
Перископная винтовка, известная как M.95 Loopgraafgeweer (Траншейное ружье)

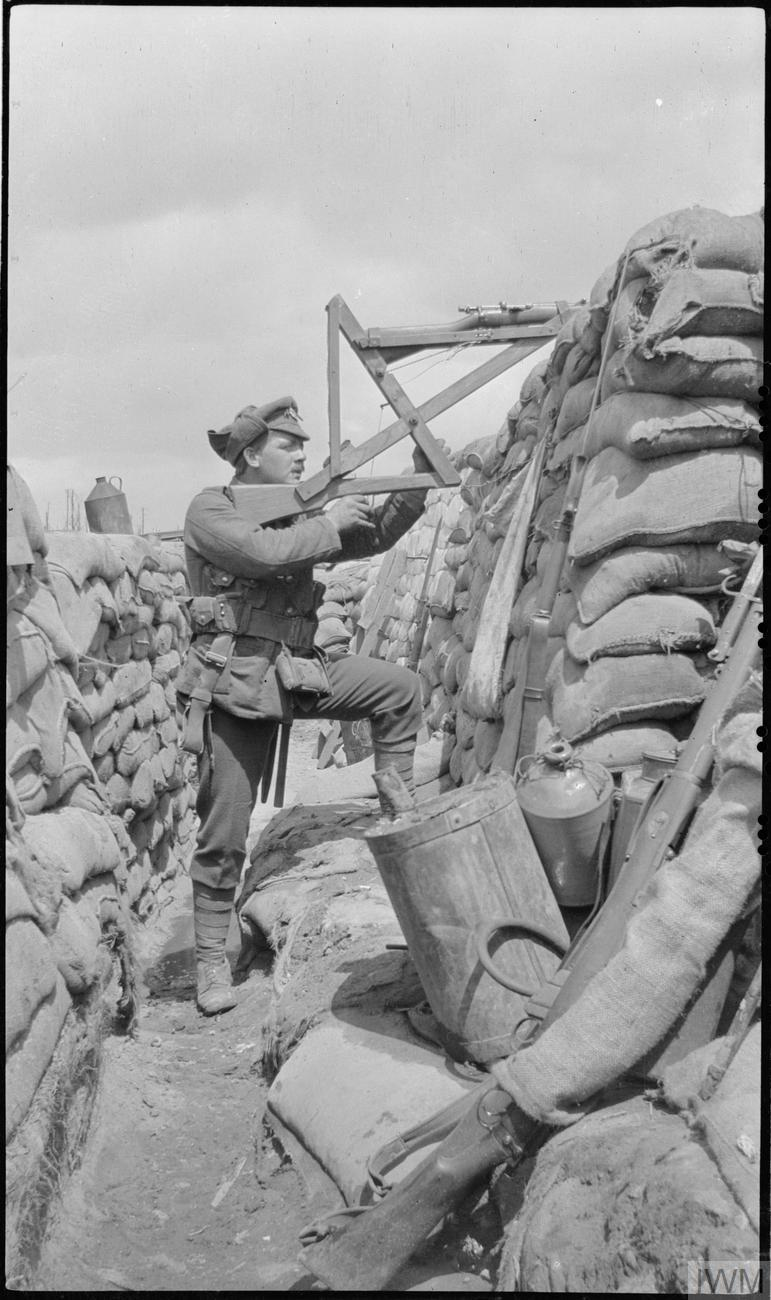
Конструкция типичного перископного устройства кустарного изготовления времён Первой Мировой войны. Представляет собой прочную деревянную раму с коробом для зеркального перископа, имитацией ружейного приклада и функционирующим дистанционным спусковым крючком.

Винтовка M1903 Springfield могла быть оснащена увеличенным магазином на 25 патронов, и обе системы Кэмерона-Ягги и Элдера использовали эту возможность, так что можно было сделать как можно больше выстрелов без необходимости опускать винтовку ниже бруствера траншеи для перезарядки. Голландская версия, известная как M.95 Loopgraafgeweer (Траншейное ружье), была основана на голландской служебной винтовке Mannlicher. Она служила в Королевской армии Нидерландов с 1916 года до Второй мировой войны. (Хотя Нидерланды были нейтральными во время Первой мировой войны Голландское верховное командование считало, что такая винтовка пригодится, если Нидерланды будут втянуты в войну). Другим примером была перископная винтовка Гиберсона (Springfield Guiberson Periscope trench rifle). Данное устройство было специально разработано для обеспечения возможности использования «универсальной» пехотной винтовки в качестве перископной и имело специальную складную ложу, которая будучи сложенной соответствовала габаритам стандартной армейской винтовки.
Хотя теоретически это обеспечивало серьёзное преимущество перед винтовками без складной ложи идея все же не прижилась. Концепция перископной винтовки была полностью основана на неотложной необходимости решении проблем позиционной войны, а поскольку считалось, что такой тип военных действий утратил актуальность после Первой мировой войны, то и необходимость в перископных винтовках считалась маловероятной.

## Вторая мировая война
В 1943 году вермахт принял на вооружение приспособление для стрельбы из-за укрытий («Deckungszielgerät» ) из винтовки Mauser 98k и из самозарядной винтовки Gewehr 41, MG-42 (а также и из трофейныx СВТ), представлявшее собой модернизацию приспособлений первой мировой. Состояло оно из трех основных частей — приклада, корпуса и перископического прицела.

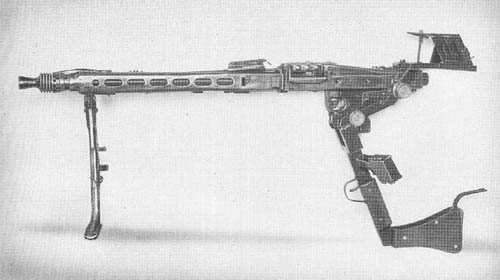
«Deckungszielgerät» с MG 42

## Современность

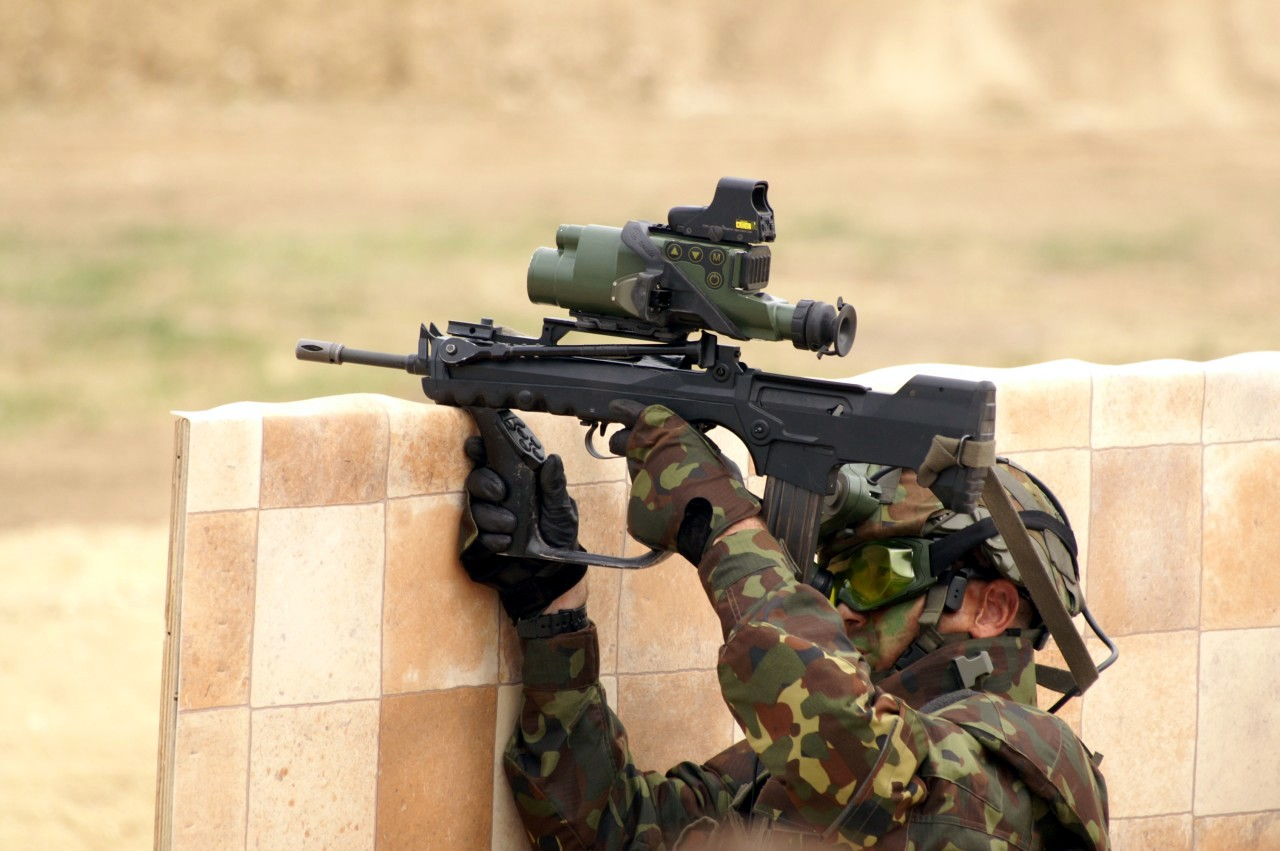
Французская система FELIN

Израильские конструкторы за три года разработали систему Corner Shot (что можно перевести как «выстрел из-за угла»), которую ныне тестируют спецназы 15 стран мира, включая Россию. Базирующаяся во Флориде фирма Corner Shot Holdings LLC известна благодаря изобретателю, ветерану сил специального назначения Амосу Голану (Amos Golan). Его система CornerShot «разламывается» на две основные части и представляет собой соединённые шарнирно стреляющий механизм (пистолеты Colt, Glock, Sig Sauer, CZ, Beretta, винтовка M16) и пульт управления с видеокамерой, цветным ЖК-дисплеем, фонарем, инфракрасным или видимым лазерным указателем, глушителем и пламегасителем. Угол поворота стреляющего механизма до 63°.
Существуют и более совершенные системы обеспечивающие возможность прицельной стрельбы из укрытия. В настоящее время широкое распространение получили электронные системы наблюдения за противником через прицельные устройства стрелкового оружия, совмещённые с дисплеем встроенным в защитный головной убор пехотинца (напр.FELIN, Ратник). Все такие системы имеют определённое сходство с перископными винтовками и обеспечивают определённый уровень защиты при ведении огня из укрытия, однако все же не обеспечивают возможность ведения точного «снайперского» огня из оружия поскольку оружие удерживается руками и не дает стрелку возможность использовать приклад.